# Viêm màng não do Haemophilus
Viêm màng não do Haemophilus là một dạng viêm màng não do vi khuẩn Haemophilusenzae gây ra. Viêm màng não do Haemophilus đặc trưng bởi các triệu chứng bao gồm sốt, buồn nôn, nhạy cảm với ánh sáng, đau đầu, cứng cổ, chán ăn và co giật. Viêm màng não do Haemophilus có thể gây tử vong, nhưng kháng sinh tỏ ra hiệu quả trong điều trị nhiễm trùng, đặc biệt là khi các trường hợp được phát hiện sớm đến mức viêm không gây ra thiệt hại lớn. Trước khi có vắc-xin Hib năm 1985, viêm màng não do Haemophilus là nguyên nhân hàng đầu gây viêm màng não do vi khuẩn ở trẻ em dưới 5 tuổi. Tuy nhiên, kể từ khi tạo ra vắc-xin Hib, cứ 100.000 trẻ em thì chỉ có hai trẻ mắc loại viêm màng não này. 5 đến 10 phần trăm các trường hợp mắc bị tử vong, mặc dù tỷ lệ tử vong trung bình ở các quốc gia đang phát triển là 17 phần trăm, chủ yếu là do không được tiếp cận với vắc-xin cũng như không được tiếp cận chăm sóc y tế cần thiết để chống lại viêm màng não.

## Triệu chứng
Các triệu chứng có thể có của viêm màng não Haemophilus bao gồm:
- Buồn nôn hoặc nôn mửa
- Sốt
- Đau đầu
- Nhạy cảm với ánh sáng
- Co giật
- Chán ăn
- Tinh thần bất ổn, hay cáu kỉnh
- Cứng cổ

## Phòng ngừa
Trước khi sử dụng rộng rãi vắc-xin Hib, viêm màng não Haemophilus chiếm 40% -60% trong tất cả các trường hợp viêm màng não ở trẻ em dưới 15 tuổi và 90% các trường hợp viêm màng não ở trẻ em dưới 5 tuổi. Tiêm phòng có thể làm giảm tỷ lệ mắc bệnh. Vắc-xin đã làm giảm sự xuất hiện của viêm màng não Haemophilus tới 87-90% ở các quốc gia tiếp cận tốt vắc-xin Hib. Tỷ lệ vẫn còn cao ở những khu vực có mức độ tiêm chủng hạn chế. Các quốc gia kém phát triển cũng như các quốc gia có cơ sở hạ tầng y tế đã bị tổn hại dưới bất kỳ hình thức nào, như từ chiến tranh, không được tiếp cận rộng rãi với vắc-xin và do đó có tỷ lệ mắc bệnh viêm màng não cao hơn. Tuy nhiên, nhiều loại vắc-xin Hib kết hợp có sẵn để sử dụng và cực kỳ hiệu quả khi dùng cho trẻ sơ sinh. Vắc-xin chỉ có tác dụng phụ làm đỏ da và sưng tại vị trí tiêm.

## Điều trị
Vì là bệnh nhiễm khuẩn, nên phương pháp điều trị chính cho bệnh viêm màng não Haemophilus là kháng sinh. Các loại kháng sinh sử dụng phổ biến bao gồm ceftriaxone  hoặc cefotaxime, cả hai đều có thể chống nhiễm trùng và do đó làm giảm viêm ở màng não, hoặc màng bảo vệ não và tủy sống. Các thuốc chống viêm như corticosteroid hoặc steroid do cơ thể sản xuất để giảm viêm cũng có thể được sử dụng để chống viêm màng não trong nỗ lực giảm nguy cơ tử vong và giảm khả năng tổn thương não.